# Carlton (Nueva York)
Carlton es un pueblo ubicado en el condado de Orleans en el estado estadounidense de Nueva York. En el año 2000 tenía una población de 2,960 habitantes y una densidad poblacional de 26 personas por km².

## Geografía
Carlton se encuentra ubicado en las coordenadas 43°20′21″N 78°12′51″O / 43.33917, -78.21417.

## Demografía
Según la Oficina del Censo en 2000 los ingresos medios por hogar en la localidad eran de $44,545 y los ingresos medios por familia eran $42,028. Los hombres tenían unos ingresos medios de $32,188 frente a los $23,448 para las mujeres. La renta per cápita para la localidad era de $17,439. Alrededor del 10.3% de la población estaban por debajo del umbral de pobreza.